# Lakshmi
Lakshmi (Sanskrit: लक्ष्मी lakṣmī, phát âm tiếng Hindustan: [ˈləkʃmi]), phiên âm Hán-Việt là Lạp Khắc Hy Mễ (拉克希米). Bà là một trong ba vị thần nữ (Tridevi) bao gồm Saraswati, Lakshmi và Parvati. Những hình tượng tương đồng của Lakshmi cũng được tìm thấy trong các di tích đạo Jaina và đạo Phật

## Nữ thần Lakshmi trong Ấn Độ giáo
Ba nữ thần cùng nhau hỗ trợ các nam thần là Brahma, Vishnu và Shiva trong sự sáng tạo, duy trì sự sống và sự hủy diệt của vũ trụ, Bà tượng trung cho sự giàu có, thịnh vượng (cả về vật chất lẫn tinh thần), vận may và sắc đẹp. Nàng chính là vợ thần Vishnu. Còn được gọi là Mahalakshmi, nữ thần được mọi người tin rằng sẽ mang đến may mắn và đưa những người sùng đạo thoát khỏi cảnh cơ cực và những nỗi phiền muộn về tiền bạc.

## Lakshmi (Cát Tường Thiên Nữ) trong đạo Phật[6]
Thần Lakshmi thông qua quá trình tiếp biến văn hóa đã trở thành Cát Tường Thiên nữ (吉祥天女) của Phật giáo, bà còn có tên khác là Công Đức Thiên (功徳天) hay Thiện Nữ Thiên (善女天).

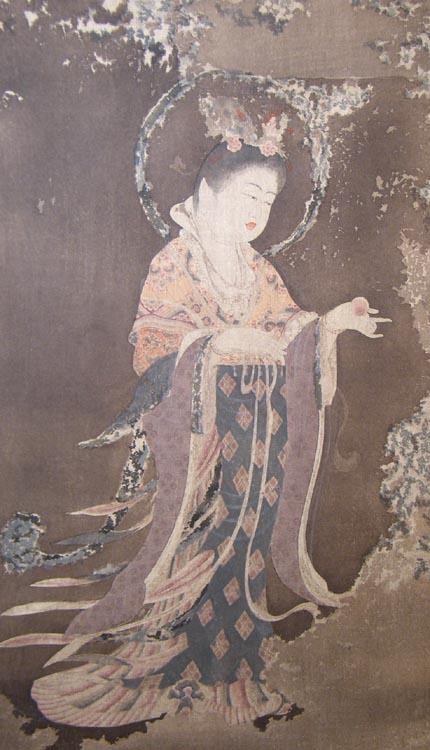
Hình Ảnh Cát Tường Thiên nữ trong Phật giáo Nhật Bản, chùa Dược Sư, Nhật Bản

Phật giáo Nhật Bản gọi bà là Kichijōten (吉祥天), một trong Thất Phúc Thần.

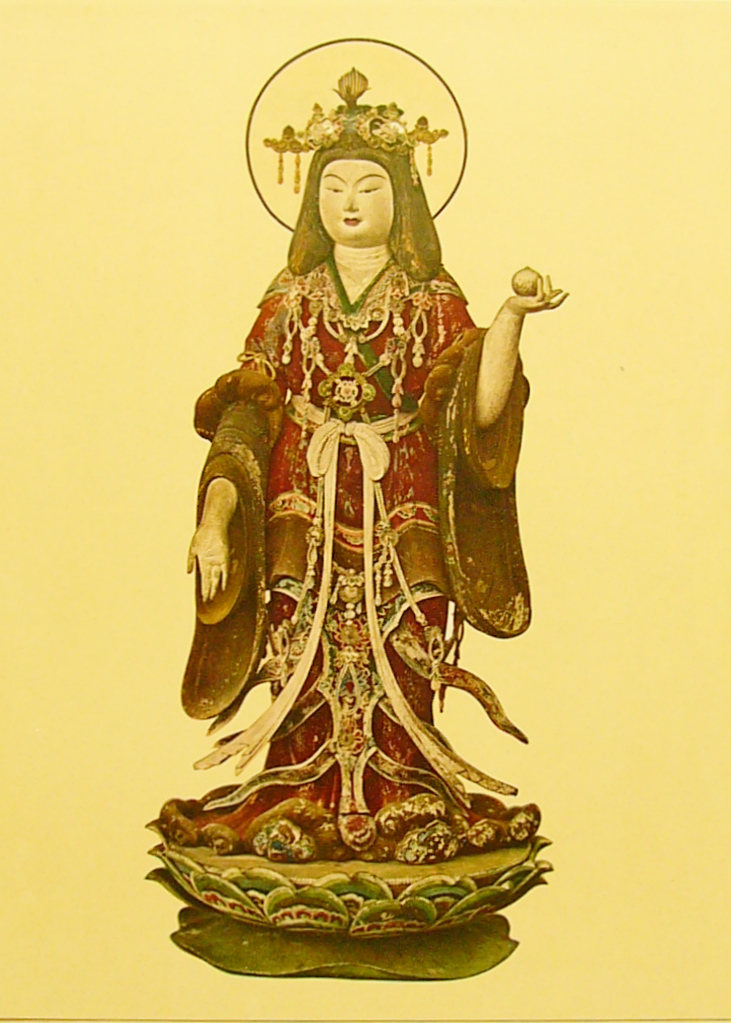
Hình Ảnh Cát Tường Thiên nữ trong Phật giáo Nhật Bản, chùa Tịnh Lưu Ly, Nhật Bản

Kinh Kim Quang Minh Tối Thắng Vương Kinh, ghi lời của Bà Công Đức Thiên, cũng gọi là Thiện Nữ Thiên nói và tự giới thiệu với đại chúng trong pháp hội: “Nơi phía Bắc có núi Tu di, ở giữa núi có vị Thiên chủ là Tỳ Sa Môn Thiên Vương, làm chủ một kinh thành tên A-Ni Mạn Đà; giữa thành có một công viên tên là Công Đức Hoa Quang; trong công viên ấy lại còn có một khoảng vườn nữa rất sung túc tên là Kinh Tràng, vì công viên có lối kiến trúc bằng bảy thứ ngọc báu rất tốt, đó là chỗ của Thiện Nữ Thiên thường cư trú.
Thiện Nữ Thiên chính là một trong những hóa thân của Quan Thế Âm Bồ Tát, thị hiện đứng trong hàng chư Thiên phát nguyện hành Bồ tát đạo, là một trong những vị Hộ pháp hộ trì cho những ai phát tâm thực hành hạnh nguyện Bồ tát lợi tha ở cõi ta bà này.

## Thần Chú

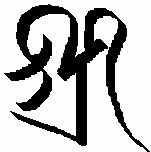
Chủng tự biểu trưng của Thiện Nữ Thiên

Thần chú này xuất xứ từ Kinh Kim Quang Minh của đạo Phật.

### Âm Phạn
Namo buddhaya, namo dharmaya, namo siṃghaya. Namo srī mahā devāya, tadyatha, paripūrna, cale, samanta darsani, mahā vihara gate, samanta, vidhāna gate, mahā karya pati, suparipūre, sarvatha, samanta, suprati, pūrna, ayana, dharmate, mahā vibhasite, mahā maitre upasamhīte, he! Tithu, saṃgrhīte, samanta artha anupalani.

### Chữ Hán
南無佛陀 南無達摩 南無僧伽 南無室利 摩訶提鼻耶 怛你也他 波利富樓那 遮利三曼陀 達舍尼 摩訶毗訶羅伽帝 三曼陀
毗尼伽帝 摩訶迦利野 波禰 波囉 波禰 薩利縛栗他 三曼陀 修缽黎帝 富隸那 阿利那 達摩帝 摩訶毘鼓畢帝 摩訶彌勒帝 婁簸僧衹帝 醯帝簁 僧衹醯帝 三曼陀 阿他阿笯婆羅尼.

#### Nghĩa Việt
Quy y Phật, Quy Y Pháp, Quy y Tăng. 
Quy y Cát Tường Đại Thiên. Chú nói như vậy: 
Hỡi Đấng quyền năng hay ban bố sự viên mãn thù thắng ! 
Đấng chủ tể Đại tác Nghiệp hay nhìn thấy khắp nẻo rộng lớn !
Hãy khéo léo làm cho tất cả đều được đầy đủ. 
Hãy khiến cho khắp tất cả mọi nơi đều được sự viên mãn thù thắng tối thượng. 
Hãy thể hiện lòng đại từ làm cho Lý pháp tính tỏa sáng màu nhiệm rộng lớn khiến cho con và chúng sinh được thích ứng với sự lợi ích chân chính. 
Mừng thay Đấng biểu hiện của lòng yêu thương. Đấng chân chính gìn giữ sự lợi ích. Hãy giúp cho con và chúng sinh đều gìn giữ được khắp mọi tài sản lợi ích.